# Berner Platte
Berner Platte (niem. "Talerz Berneński") – tradycyjne danie mięsne kuchni szwajcarskiej popularne w kantonie Berno.

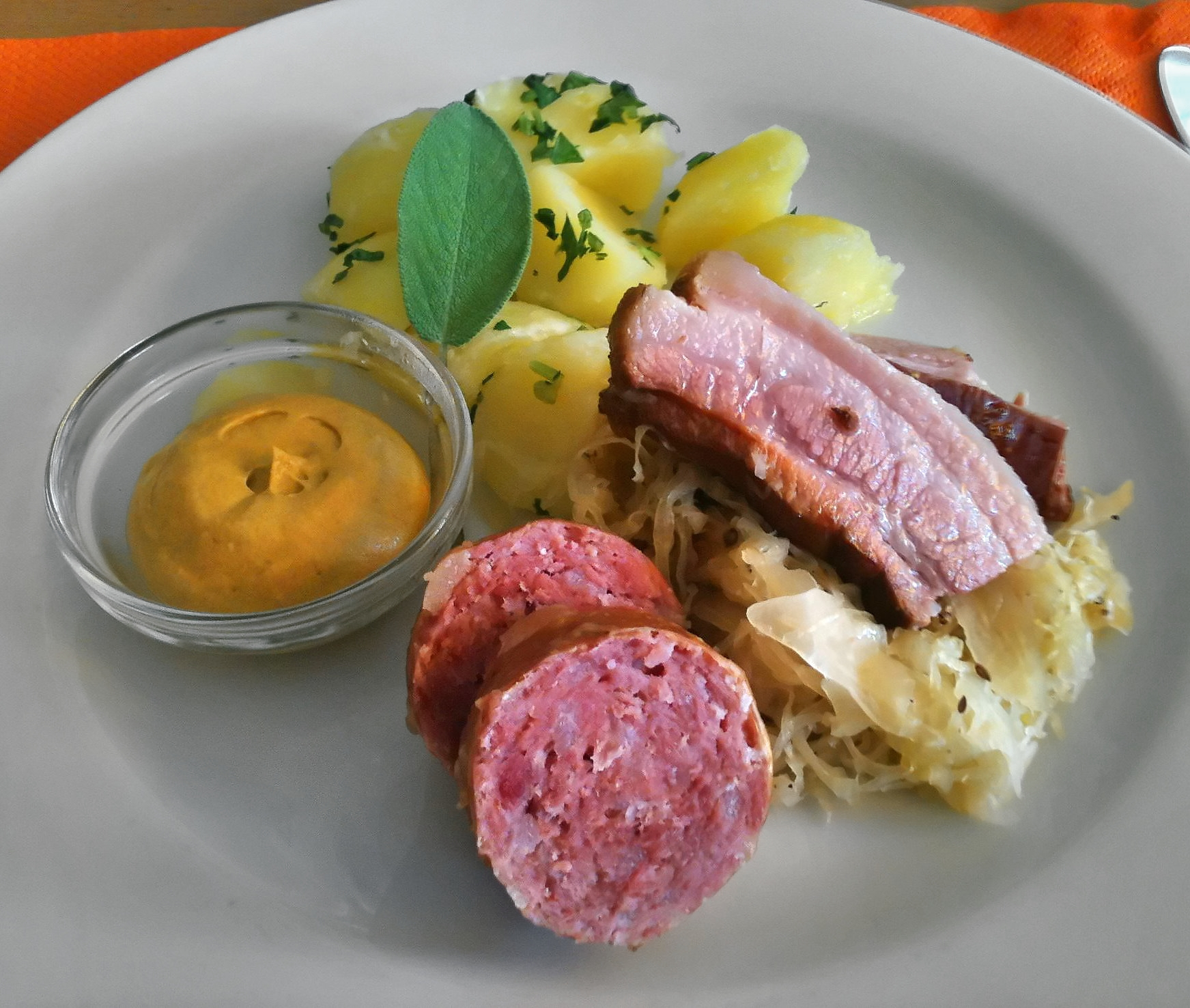
Berner Platte

## Składniki
Berner Platte jest daniem złożonym z kilku rodzajów mięs i wędlin, najczęściej jest to gotowana lub pieczona wołowina, wędzone mięso wieprzowe, wędzona słonina i pieczony ozór wołowy, peklowana łopatka, golonka, schab, plastry kiełbasy, salceson i podroby wieprzowe gotowane z dodatkiem jałowca. Dodatkiem jest kapusta kwaszona, kwaszone buraki, zielona lub gotowana fasola oraz gotowane ziemniaki. Całość jest podawana na dużym talerzu, wszystkie składniki są przygotowywane oddzielnie, nigdy w formie gulaszu. Dobór składników i forma podania często zależą od inwencji przygotowującego. Danie to często jest podawane w formie bufetu.

## Historia
Składniki Brener Platte i tradycja podawania tego dania maja swoje historyczne uzasadnienie. 5 marca 1798 Berneńczycy pokonali Francuzów w bitwie pod Neuenegg, a na ich uroczyste powitanie było bardzo mało czasu. Mieszczanie przygotowali więc poczęstunek z tego, co zawierały ich spiżarnie. Był to marzec, więc głównym składnikiem zostały produkty trwałe i konserwowana żywność. Aby móc w jednej porcji podać jak najwięcej produktów, wymyślono serwowanie ich razem na jednym dużym talerzu.
Podobnymi daniami są Bauernschmaus, Schlachteplatte, Choucroute garnie.